# Abd al-Basit as-Sarut
Abd al-Basit as-Sarut, arab. عبد الباسط الساروت, ʿAbd al-Bāsiṭ as-Sārūt (ur. 1 stycznia 1992, zm. 8 czerwca 2019) – syryjski piłkarz, grający na pozycji bramkarza, były reprezentant Syrii do lat 17 i 20, uważany za jednego z liderów demonstracji przeciwko władzy Baszszara al-Asada z 2011 roku, a następnie bitwy o miasto Hims.
Główny bohater filmu dokumentalnego The Return to Homs, który w 2014 roku zdobył nagrodę Srebrnego Rogu w kategorii filmów dokumentalnych na Krakowskim Festiwalu Filmowym.
Zmarł 8 czerwca 2019 roku w szpitalu tureckim z powodu ran odniesionych dwa dni wcześniej, podczas ofensywy armii syryjskiej w wiosce Tell Malah w północno-zachodniej Syrii.